# Couleurs nationales de l'Italie

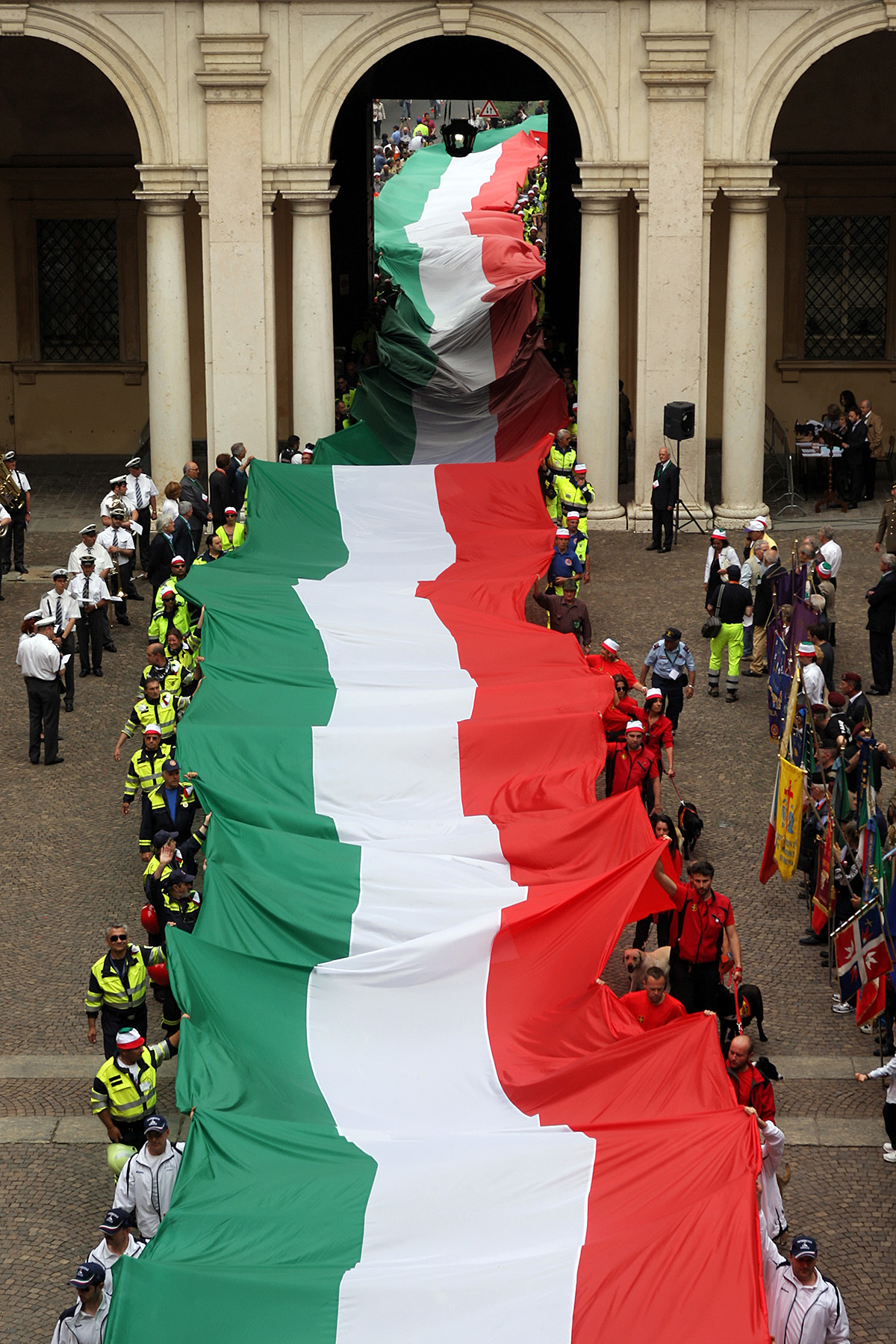
Le drapeau de l’Italie, à trois bandes verticales verte, blanche et le rouge, utilisé depuis le 19 juin 1946, officiellement adopté le 1948.

Les couleurs nationales de l'Italie sont le vert, le blanc et le rouge, collectivement connues en italien comme il tricolore (le tricolore). L’inspiration en serait le drapeau tricolore français par Napoléon Bonaparte, à la suite de la campagne d'Italie (le vert étant la couleur préférée du futur empereur). En sport, le bleu azur est utilisé par de nombreuses équipes nationales d'Italie, la première étant l'équipe de football masculine depuis 1910. La couleur bleue fait référence à la maison de Savoie, celle de Victor-Emmanuel II devenu en 1861 le premier roi de l’Italie unifiée.
Le terme italien de Squadra azzurra, qu'on peut traduire par « équipe bleue », désigne les équipes nationales italiennes, principalement de football, mais aussi celles des autres sports, tels que la natation, le rugby ou la boxe. 
En sport automobile en revanche, le rouge Rosso Corsa fut attribué officiellement aux équipes italiennes jusqu'en 1968.

## Galerie

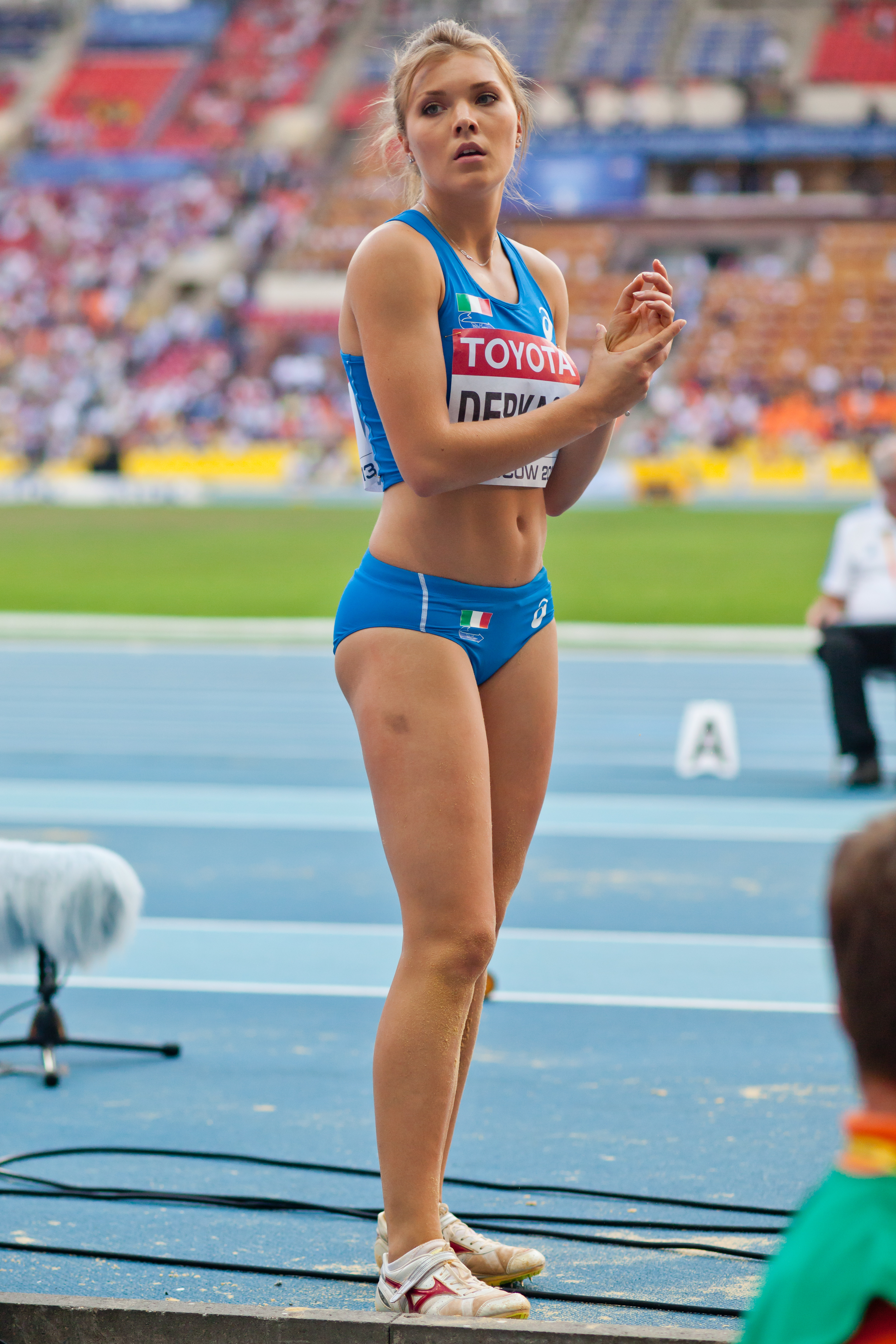
Dariya Derkach (athlétisme).
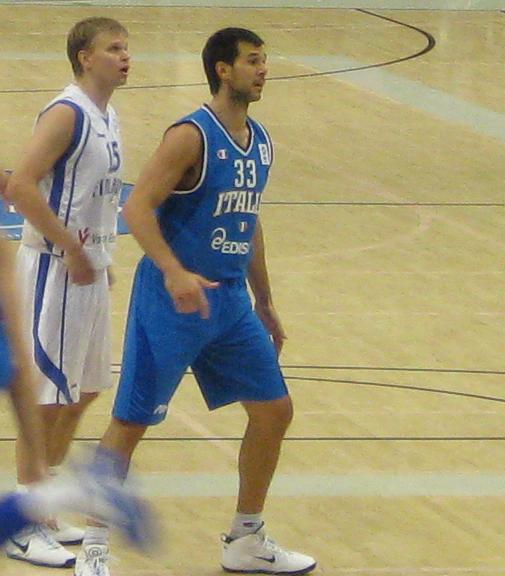
Marco Carraretto (basket-ball).
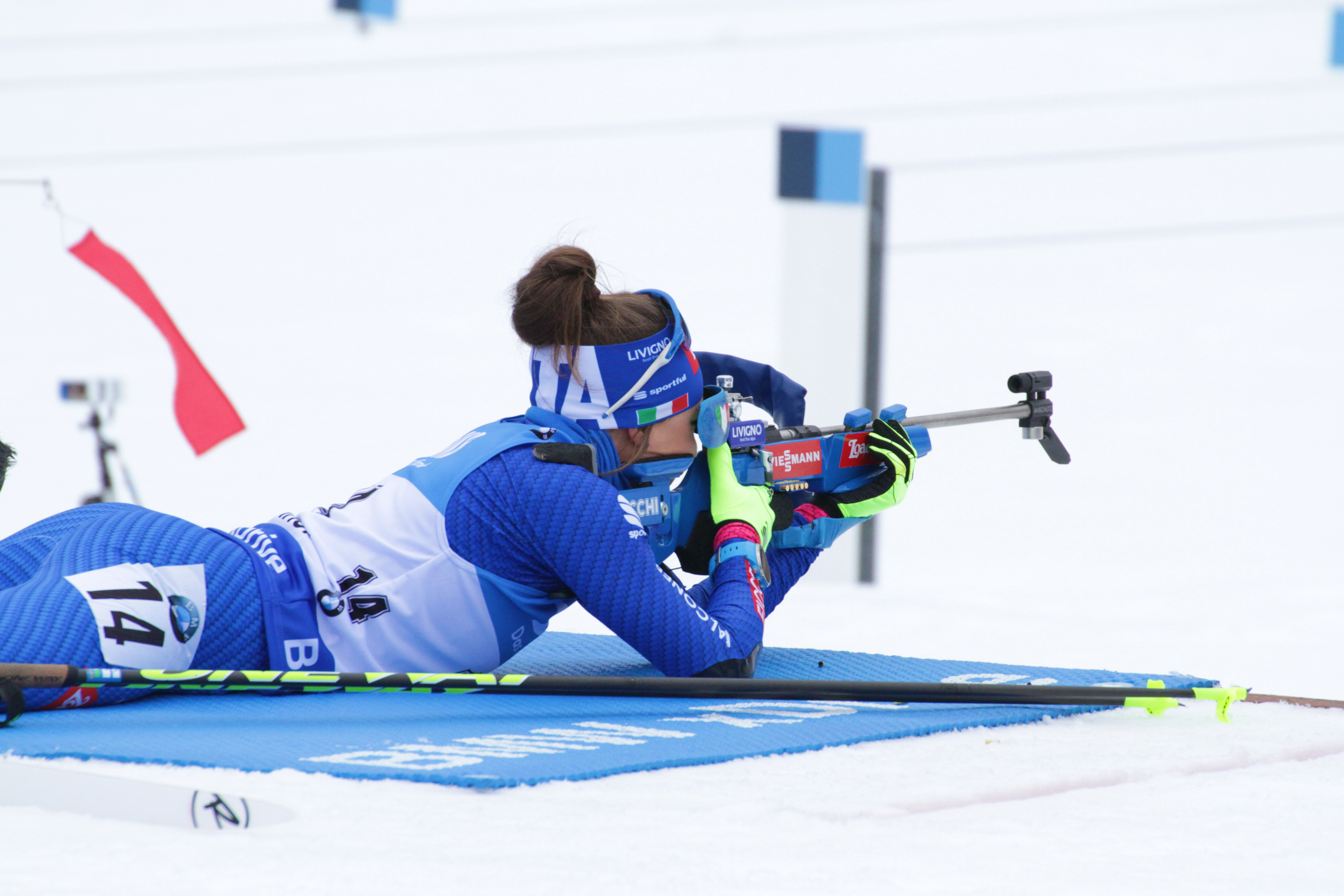
Dorothea Wierer (biathlon).
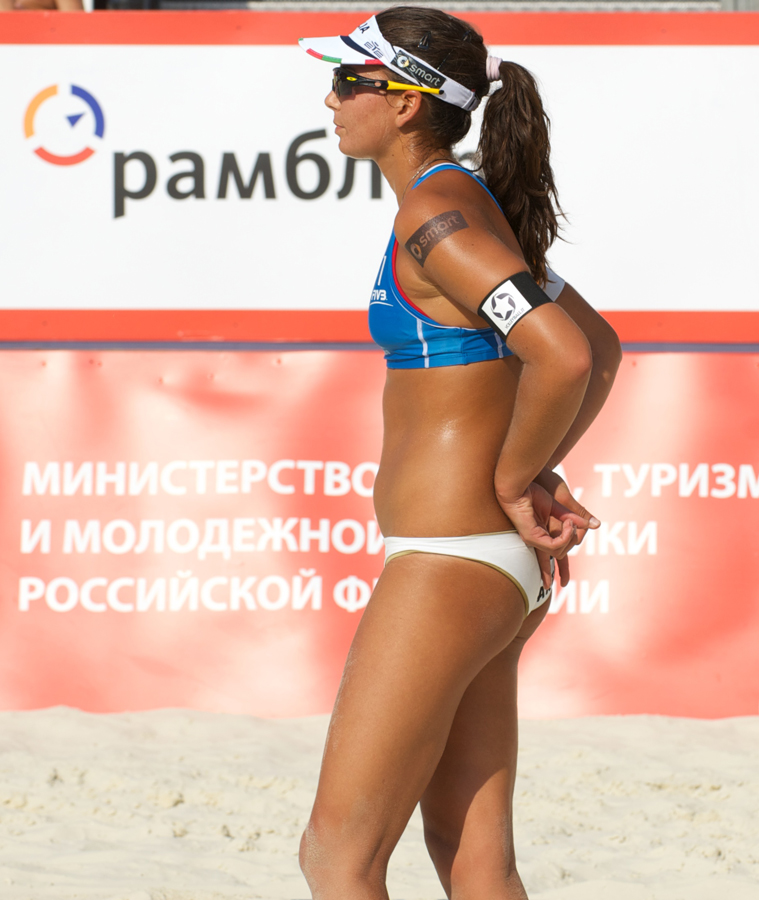
Marta Menegatti (beach volley).
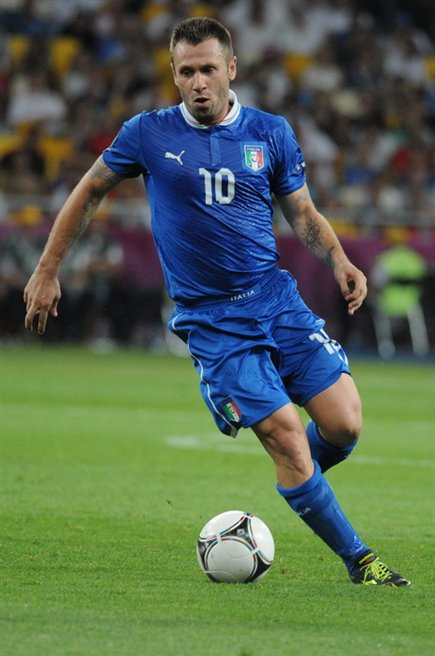
Antonio Cassano (football).
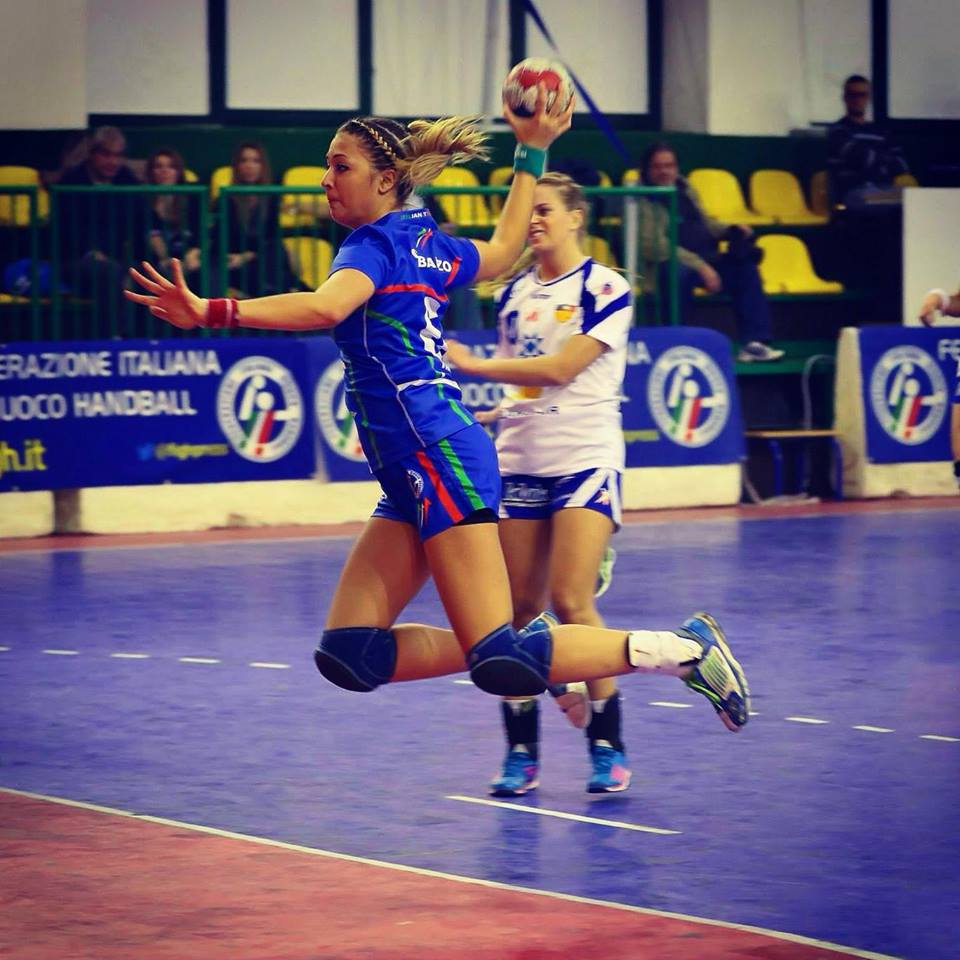
Bianca del Balzo (handball).
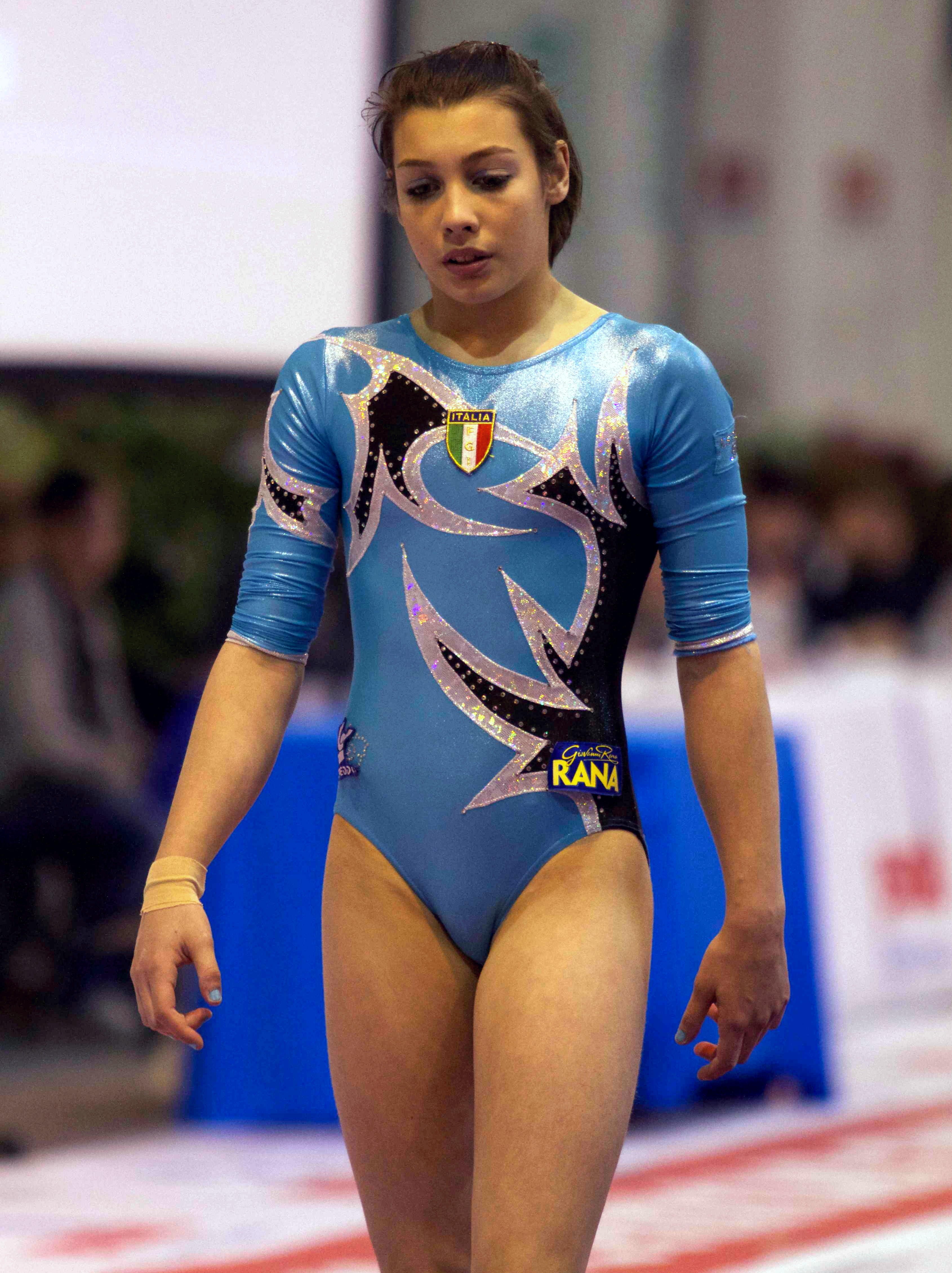
Nicole Terlenghi (gymnastique).
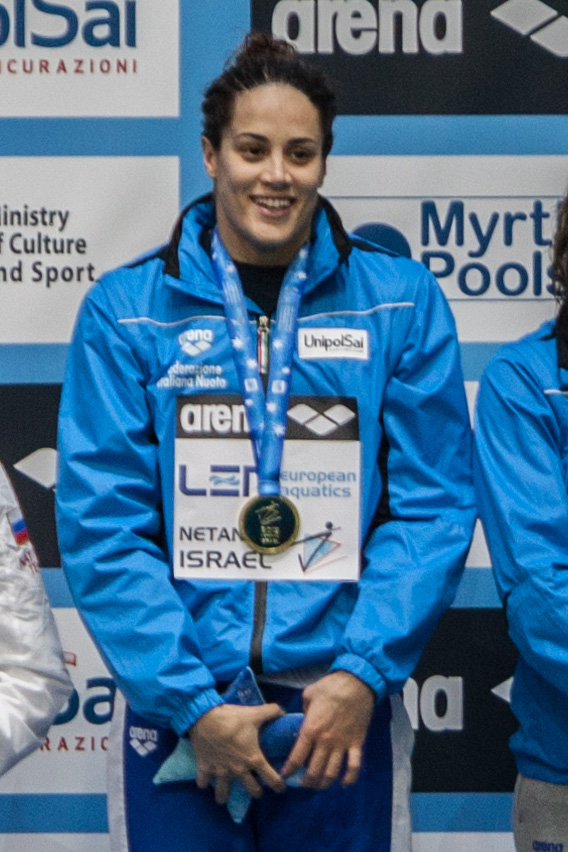
Erika Ferraioli (natation).
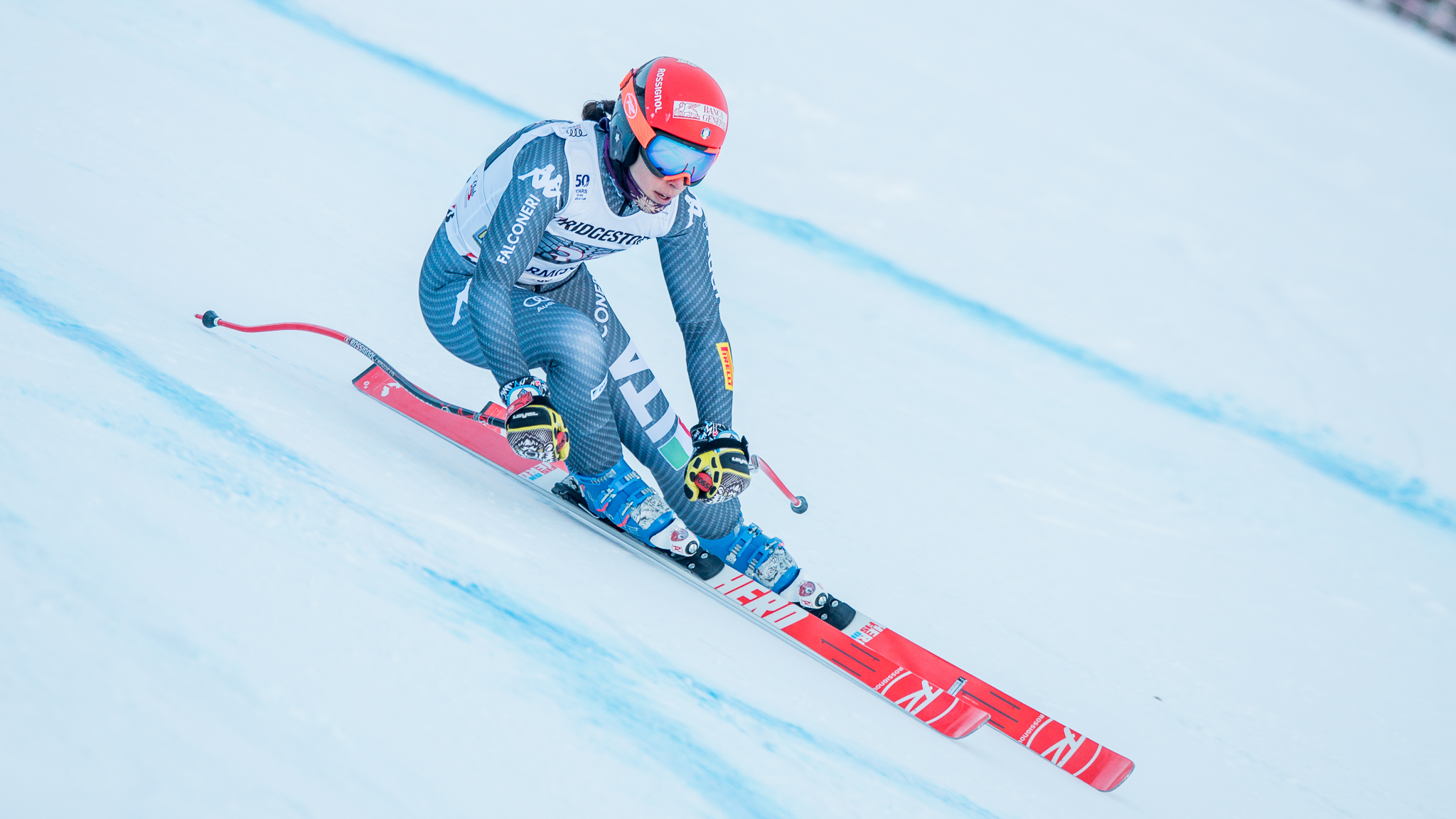
Federica Brignone (ski alpin).
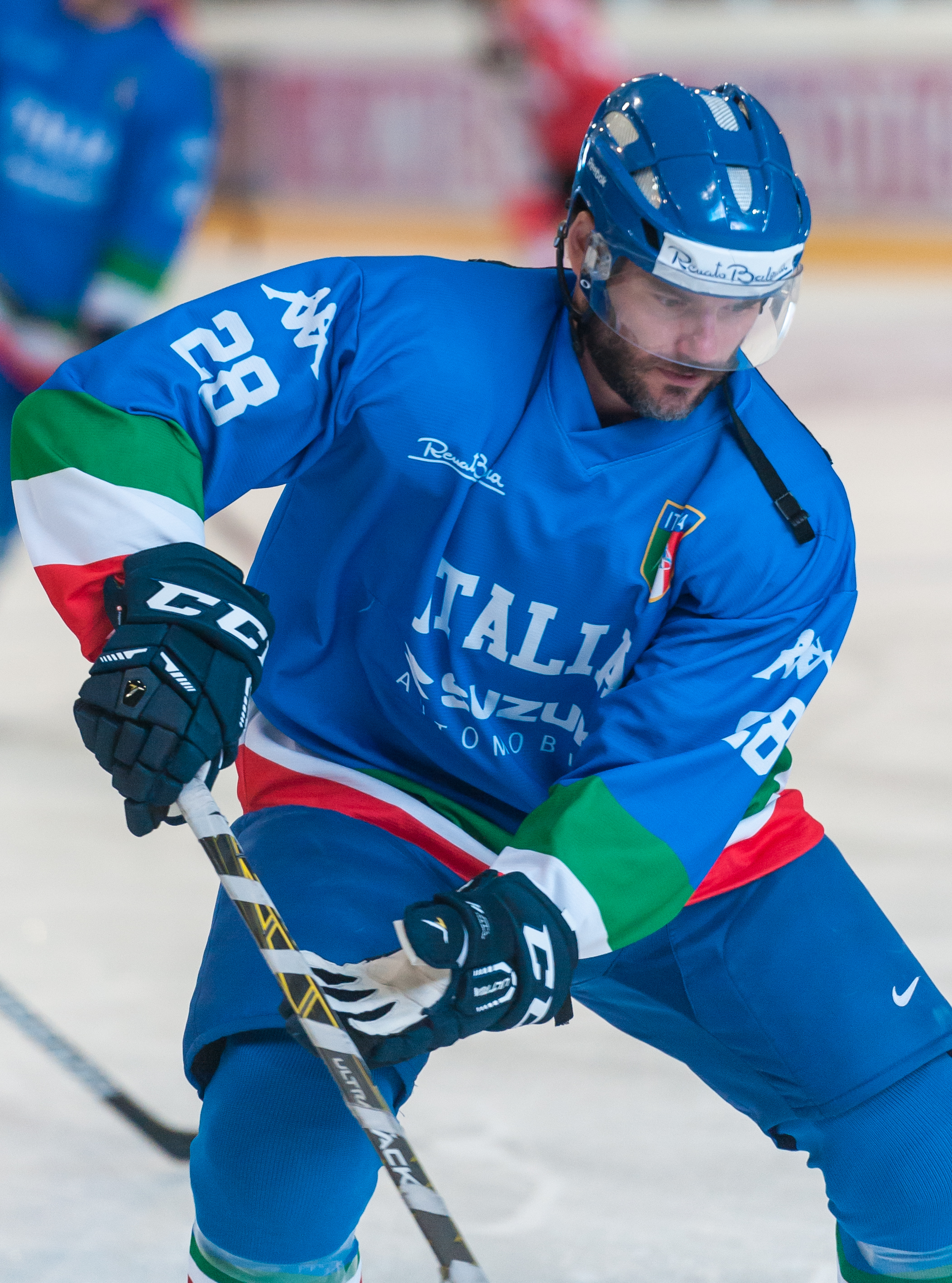
Daniel Tudin (hockey sur glace).
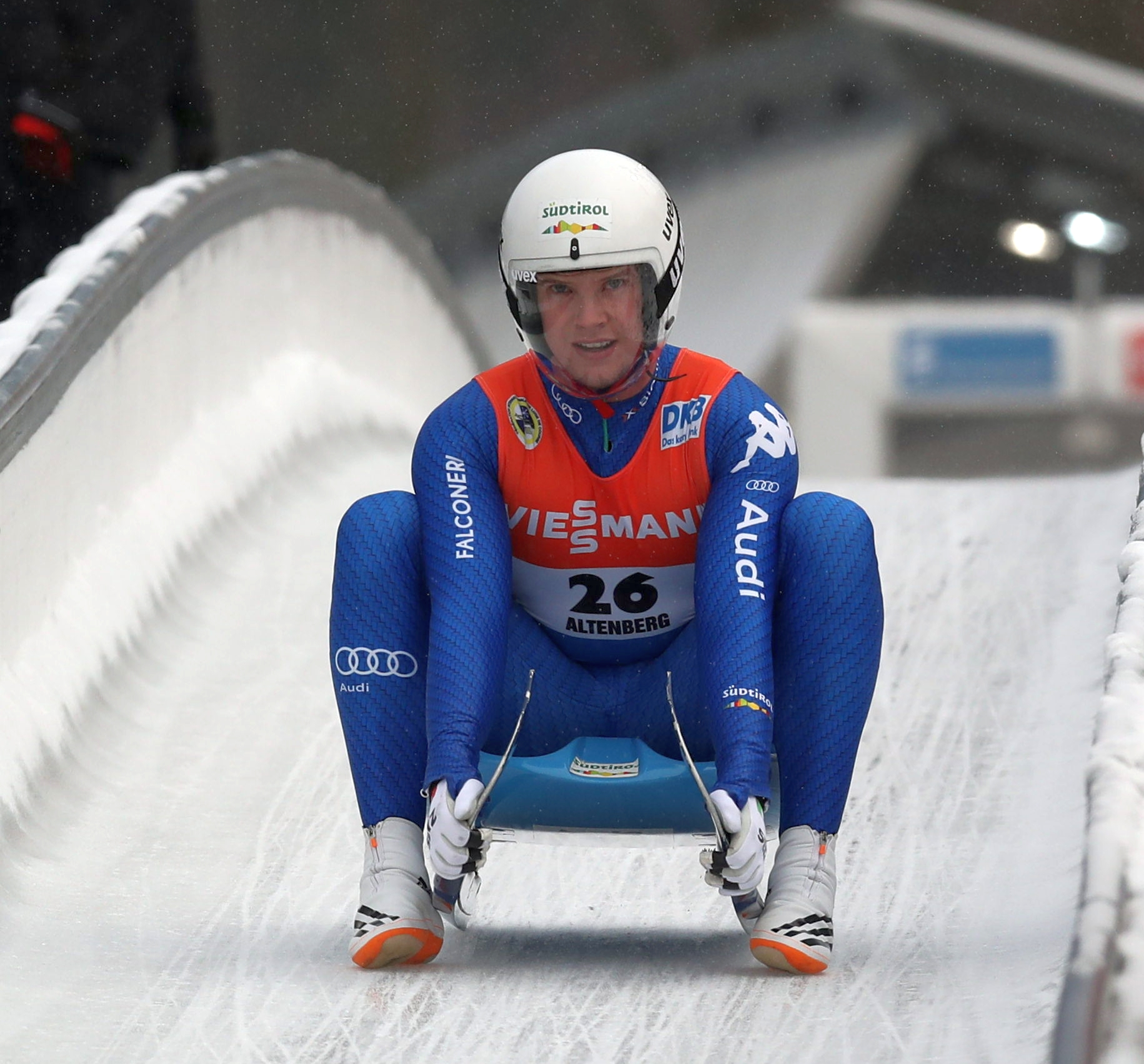
Kevin Fischnaller (Luge).
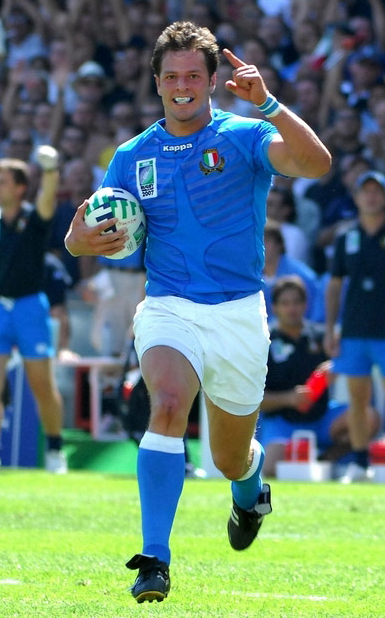
Marko Stanojevic (rugby).
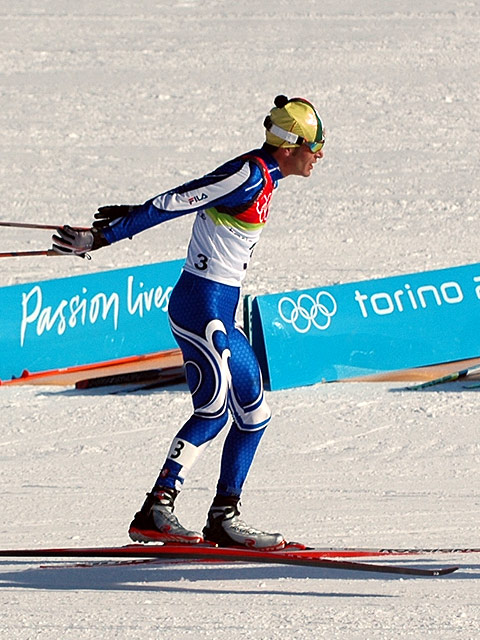
Pietro Piller Cottrer (ski de fond).
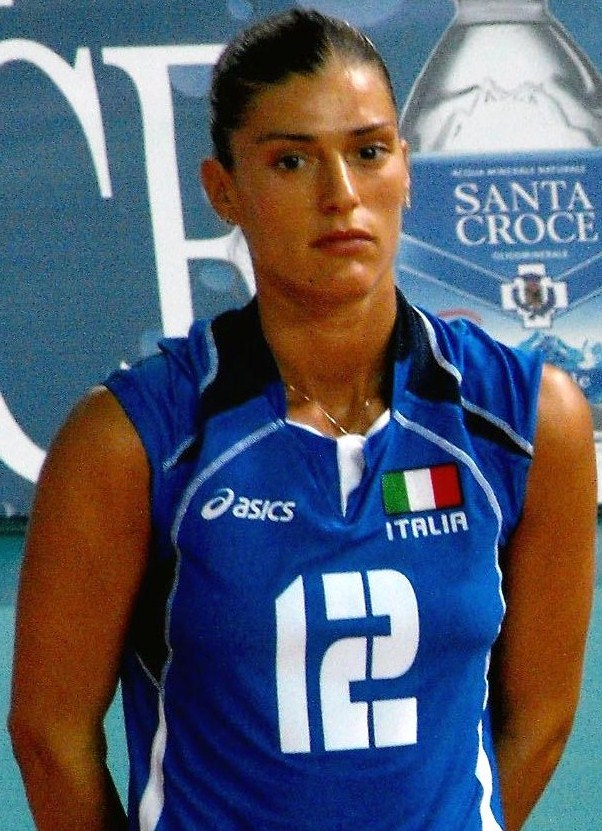
Francesca Piccinini (volley-ball).